# Feltiella carolina
Feltiella carolina är en tvåvingeart som först beskrevs av Ephraim Porter Felt 1913.  Feltiella carolina ingår i släktet Feltiella och familjen gallmyggor.
Artens utbredningsområde är South Carolina. Inga underarter finns listade i Catalogue of Life.